# Rumbai Jaya
Rumbai Jaya is een bestuurslaag in het regentschap Indragiri Hilir van de provincie Riau, Indonesië. Rumbai Jaya telt 5258 inwoners (volkstelling 2010).